# La Mer de sable
Pour les articles homonymes, voir Mer de sable.
La Mer de sable est un parc à thème ouvert en 1963 et situé au cœur de la forêt d'Ermenonville, à proximité immédiate d'Ermenonville dans l'Oise. Il est le plus vieux parc à thème en activité en France,,,.
Le parc offre à ses visiteurs la découverte de trois univers : « Le désert de l'Arizona » avec sa dune, « Le canyon du Colorado » sur la conquête de l'Ouest et « La vallée du Mississippi » avec son monde exotique.
Plutôt destiné aux enfants de moins de 14 ans et à leur famille, le parc propose une vingtaine d'attractions dont cinq plaines de jeux et autres ponts de singe, quatre spectacles vivants dont deux équestres et une balade à poney.
Le parc appartient à la société Les Centres attractifs Jean Richard, filiale de Looping Holding.

## Histoire

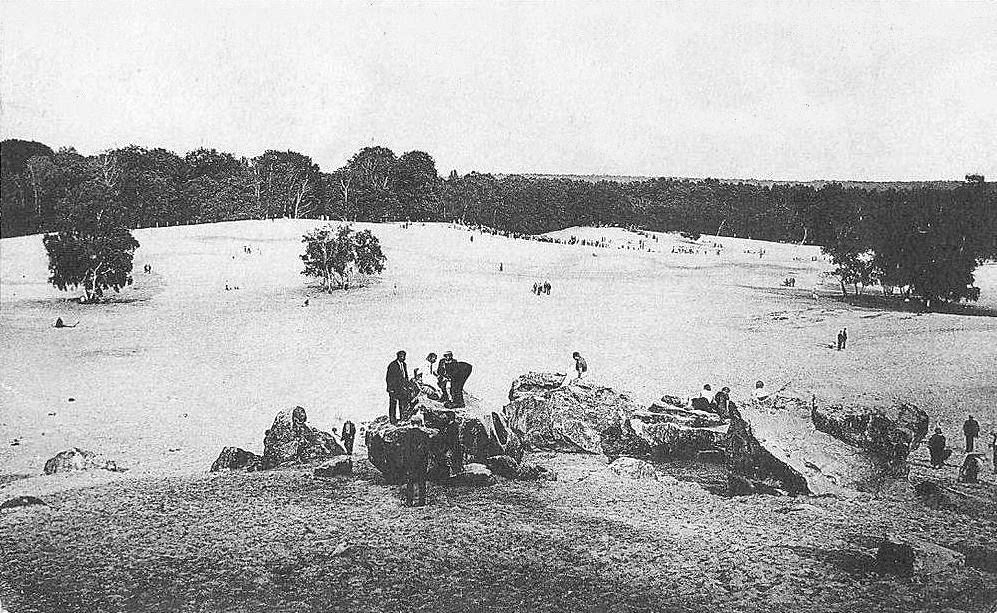
Excursion vers 1910.

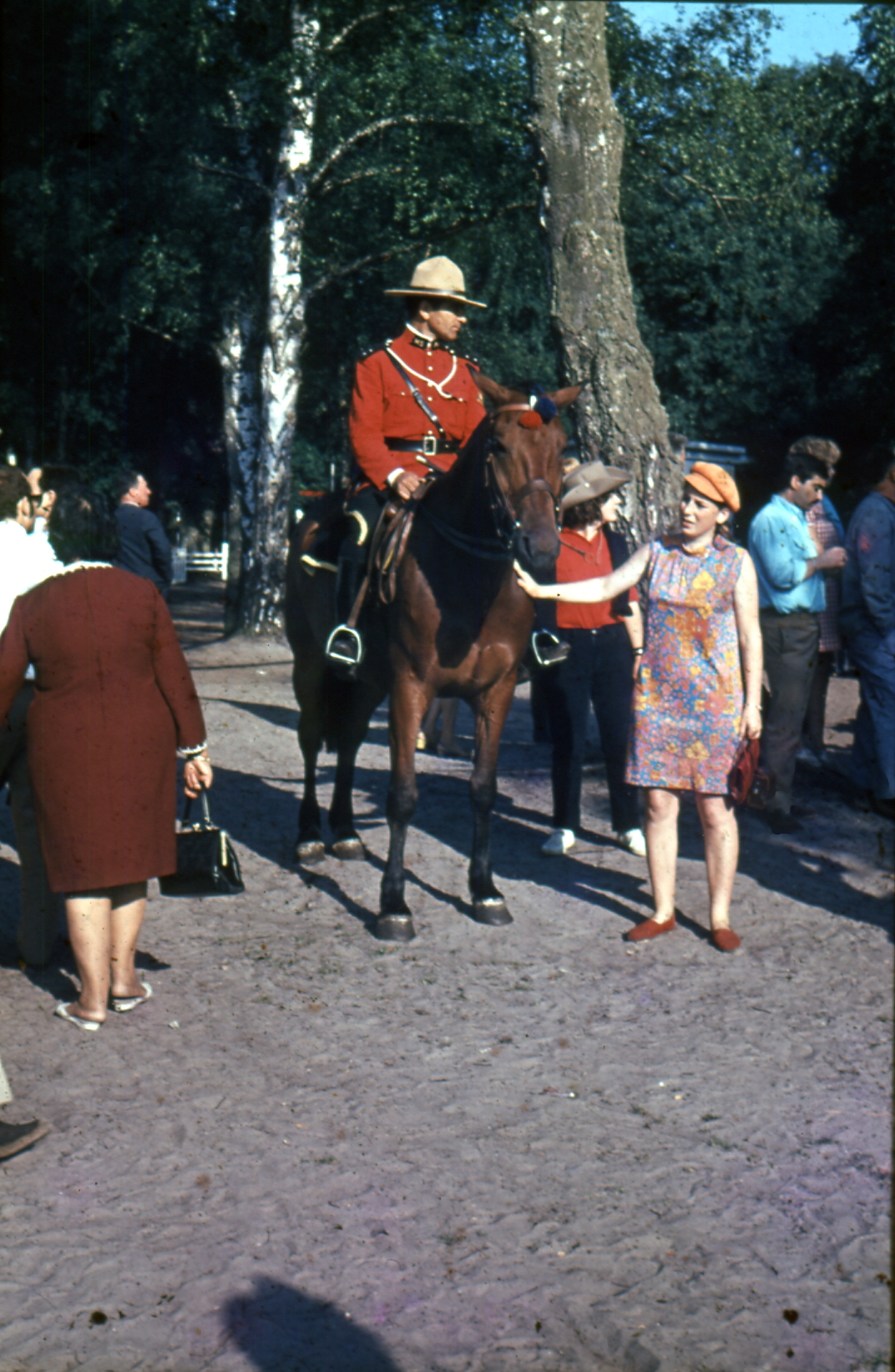
Représentation de la police montée du Canada en 1966.

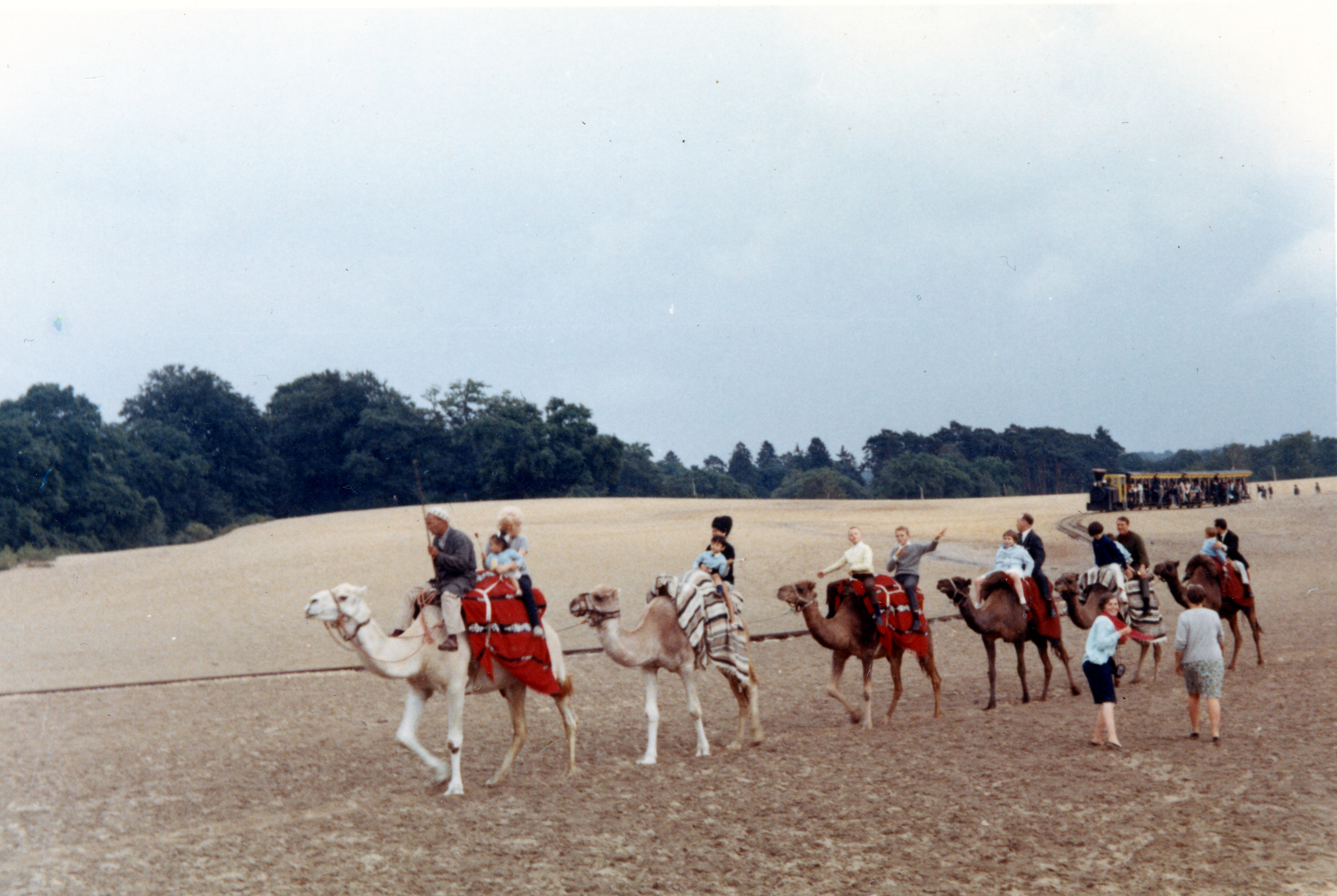
Promenade en chameaux en 1966.

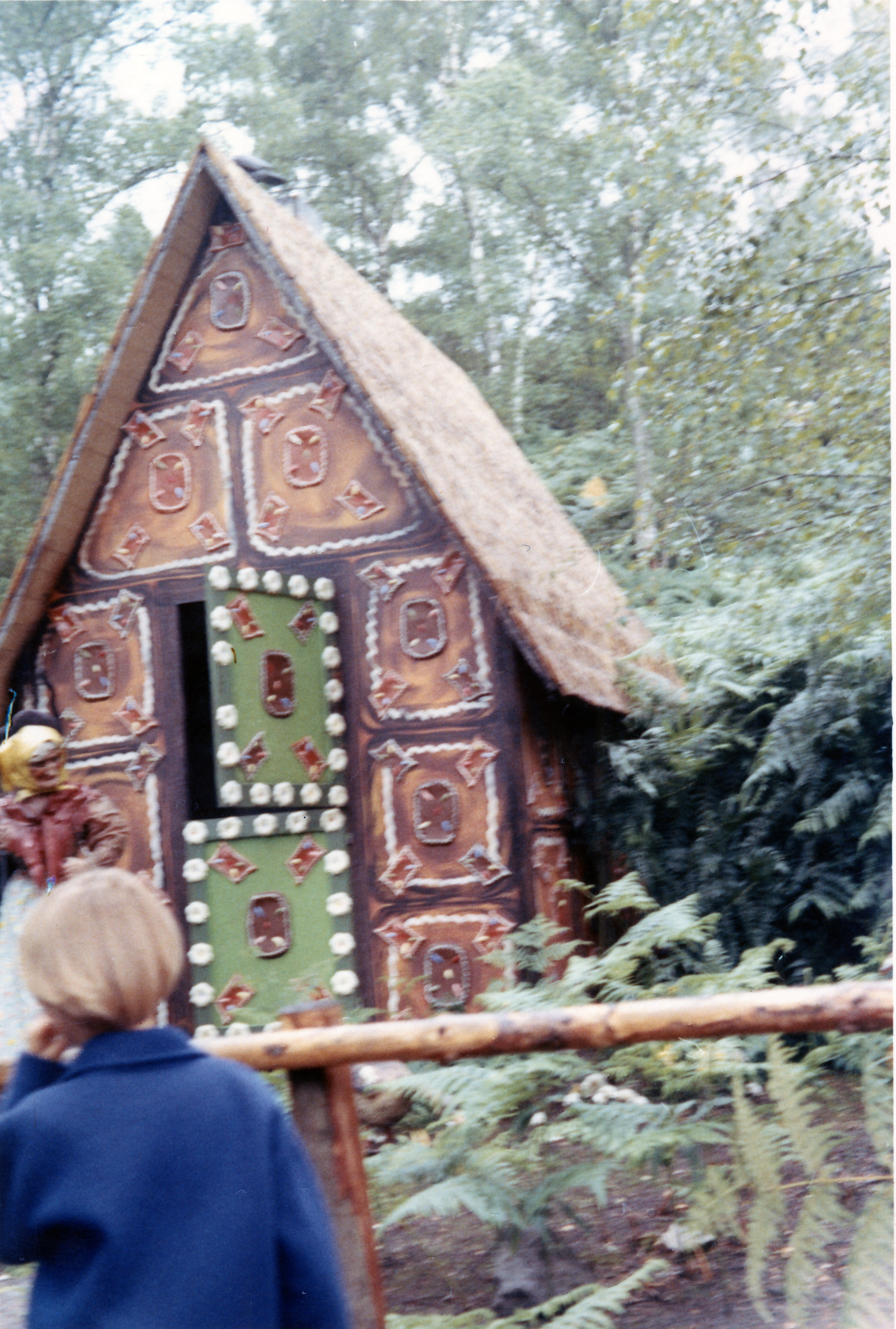
La « Maison de la sorcière » en 1966.

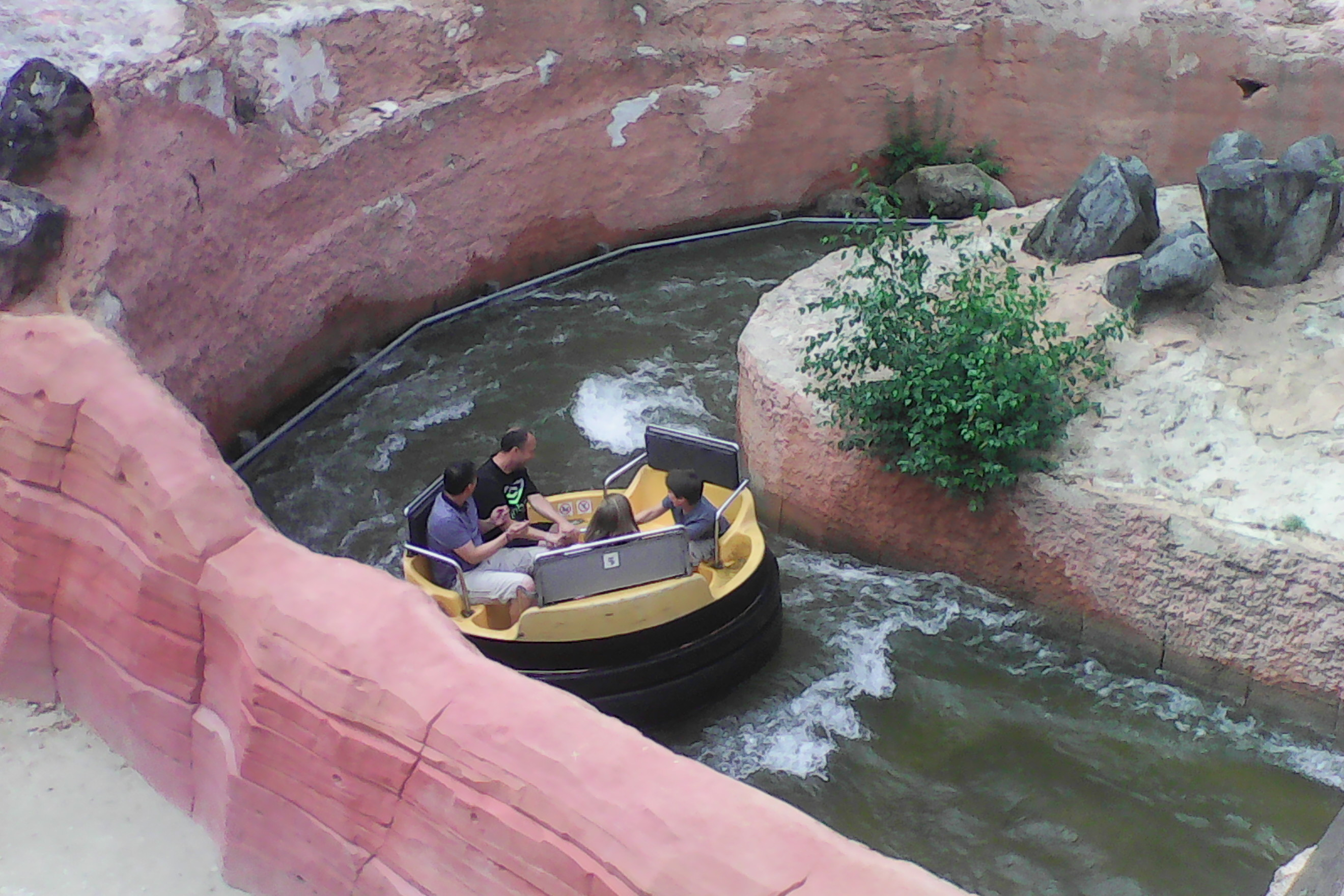
Rivière sauvage.

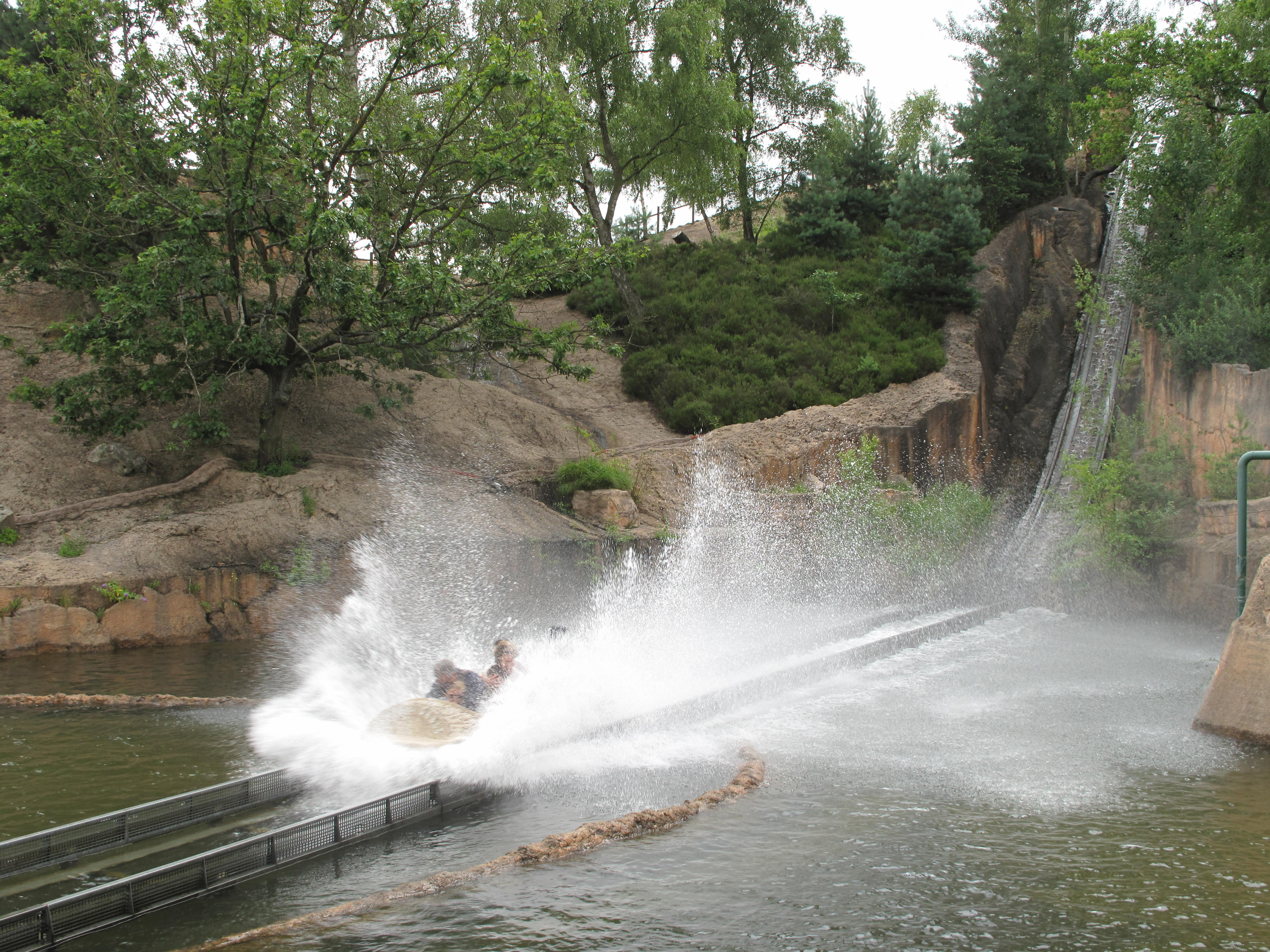
Cheyenne River.

Le site repose sur une curiosité géologique, la mer stampienne qui laisse des traces d'îlots, de lagunes, de bancs de sable. Sous le Second Empire, des botanistes du Muséum national d'histoire naturelle y font un champ d'expérimentation en plantant des conifères. En 1875, Rosa-Augusta Hainguerlot, veuve d'Alphée de Vatry, propriétaire de l'abbaye de Chaalis et des terres alentour, agrandit la sablière et revend la terre agricole qui recouvre le sous-sol sablonneux, cette terre de bruyère étant en effet recherchée pour alimenter le marché parisien. En 1902, Édouard André rachète la propriété et les terres. Sa veuve Nélie Jacquemart lègue le site en 1912 à l'Institut de France, l'actuel propriétaire des terres de la Mer de Sable.
En 1963, l'acteur Jean Richard, grâce à ses cachets de tournage, crée ce parc en louant les terres à l'Institut de France. Profitant de cette curiosité géologique, il inaugure le 6 juin 1963 le premier parc à thèmes français en présence de Maurice Chevalier et des têtes d'affiche du tout Paris,,, ce qui lui permet de créer à quelques pas de Paris des décors de l'Ouest américain. Le grand public accède à La Mer de sable le 8 juin 1963. En 1965, la Forêt enchantée est un nouveau village où les contes de Perrault et de Grimm sont représentés.
Le domaine est alors principalement doté de structure de plaine de jeux, d'animaux, de promenades à poney et d'une grande roue. Des emplacements sont consacrés à certaines parties du monde grâce à différents décors entre autres. L'Afrique est habitée par des chameaux, une pagode représente l'Asie et l'Amérique est symbolisée par un ranch, un saloon et des promenades à cheval.
Le parc est alors un exemple de site récréatif régional à rencontrer le succès. Ils sont 410 000 en 1991 et 439 000 à arpenter les allées en 1996. Le chiffre d'affaires de l'année 1996 est de quarante millions de francs français. En 1998, le parc accueille 450 000 visiteurs. Ces chiffres sont très satisfaisants à l'échelle de la Mer de sable. Ils sont ensuite 435 000 en 2000, 426 000 en 2001 et 419 000 en 2002. Les années 2003 et 2004 voient respectivement 417 000 et 428 000 clients passer les portes du parc.
En juillet 2005, le site est racheté par la compagnie des Alpes, propriétaire du parc Astérix distant de six kilomètres à vol d'oiseau. Lors de ce changement de propriétaire, la Mer de Sable accueillait 400 000 touristes par an pour un chiffre d'affaires de 6,5 millions d'euros. La fréquentation connaît une diminution les années suivantes : 349 873 visiteurs en 2006, 349 873 visiteurs en 2007 et 353 000 visiteurs en 2008. En 2009, deux anciennes attractions de la Mer de Sable sont mises en service après leur déménagement dans d'autres parcs. Le bateau à bascule ouvre à Bal Parc à Tournehem et l'ancien carrousel deux étages est inauguré à Jacquou Parc au Bugue (Dordogne). Le parc isarien accueille 360 204 clients.
Tiger Express est la nouveauté 2011, accessible le 1er juillet.
L'année 2013 voit le chiffre d’affaires augmenter de 15 % et 320 000 touristes passer les portes du parc. La direction déclare réinjecter « entre 10 et 20 % du chiffre d’affaires » en nouveautés. L'année suivante, ils sont 315 000 à arpenter les allées du parc.
Le 22 mai 2015, la compagnie des Alpes annonce la cession de Planète Sauvage et La Mer de Sable au groupe Looping pour 15,4 millions d'euros. Le groupe possède neuf autres sites touristiques. La saison se clôture avec 330 000 entrées.
Les spectacles bénéficient d'une nouvelle mise en scène en 2016 grâce à Georges Branche, cascadeur, dresseur et conseiller artistique du parc.
Ils sont 352 000 à arpenter les allées du parc en 2017 et 358 538 visiteurs en 2018. En 2019, le parc accueille 340 000 visiteurs.
Le Vekoma Junior Coaster nommé Silver Mountain est inauguré en 2021. Il possède une accélération de 2G. Son ouverture était premièrement prévue en 2020.
En 2023, le parc accueille 400 000 visiteurs et espère atteindre 450 000 entrées d'ici 2026.
En 2024, le parc annonce sa nouveauté 2025 : le Wild Buffalo, un wooden coaster de Great Coasters International. Le coût de l'investissement est de 5 millions d'euros. Le nouveau coaster atteint les 67 km/h a une accélération de 3G, est long 500 m et comporte un tunnel de 40 m. C'est le plus haut, grand et rapide roller coaster du parc, qui atteint donc le nombre de quatre montagnes russes.

## Résultats financiers et effectifs

Au 30 septembre 2017 le parc réalise un chiffre d'affaires de 6 985 900 euros. Le résultat est déficitaire de 724 300 euros. L'effectif moyen annuel est de 65 salariés.
Au 30 septembre 2018 le chiffre d'affaires représente 8 569 900 euros. Le résultat est à nouveau déficitaire, de 6 100 euros en l'occurrence. L'effectif moyen annuel est de 71 salariés.
Au 30 septembre 2019 le chiffre d'affaires représente 8 936 100 euros. Le résultat est déficitaire de 208 900 euros. L'effectif moyen annuel est de 68 salariés .
Au 30 septembre 2020, le chiffre d'affaires représente 4 946 800 euros. Le résultat est déficitaire de 1 778 500 euro.

## Montagnes russes

### Actuelles
- Bandidos - tournoyantes junior - SBF Visa Group (2016)
- Silver Mountain - Vekoma Junior Coaster - Vekoma (2021) Anciennement Bushwhacker à Ratanga Junction (en)
- Tiger Express - Wild Mouse - Mack Rides (2011) Anciennement Flying Dutchman Gold Mine à Walibi Holland
- Wild Buffalo - Montagnes russes en bois - Great Coasters International (2025)

### Anciennes
- Dragon de Bei Hai - junior - Cavazza Diego (1990 - 2006) Relocalisé à Bal Parc
- Train du Colorado - train de la mine - Soquet (2000 - 2009) Anciennement Train de la Mine à Didi'Land

## Autres attractions
- Accro liane : tyrolienne (2007)
- Aventuriers dans la jungle : terrain de jeux (2008)
- Bayou des chikapas : parcours scénique (1991), Anciennement nommé Jungle des chikapas jusqu'en 2020.
- Camp des explorateurs : terrain de jeux (2014)
- Carni-dévore : Rockin' Tug de Zamperla (2007)
- Cheyenne River : circuit de bûches de Soquet (1996[source insuffisante][N 3]). D'après le parc, il est composé de la chute la plus haute de France.
- Chiquit'O : manège Watermania de Zamperla (2016). Anciennement nommé Aquasouk jusqu'en 2020.
- Conquête du ciel : manège Aeromax de Zamperla (2007). Anciennement nommé Aéropostale jusqu'en 2020.
- Cycl’o vent : manège Magic Bikes de Zamperla (2007)
- Disco Loco : Disk'O de Zamperla, anciennement nommé Simoun (2016). Située précédemment dans le parc néerlandais Yumble, ayant fait faillite , l'attraction se voit recevoir une thématique par l'entreprise belge Giant.
- El Condor : Chaises volantes de Zierer (2018)
- Mississi'Piste : circuit de tacots sous forme de jeep de Zamperla (2007). Anciennement nommé Safarigolo jusqu'en 2020.
- Oasis : terrain de jeux d'Eibe (2007)
- P'tits rangers : Fire brigade de Zamperla (2008)
- Totem : tour de chute junior de Zierer (2007). Anciennement nommé Babouing jusqu'en 2020 puis Palmito jusqu’en 2025.
- Péroké : manège Tri-Star de Huss Park Attractions (2007). Il est délocalisé de Walibi Holland.
- Piste de l'Ouest : chevaux galopants de Soquet (2004)
- Pont Suspendu : pont de singe (2007)
- Raid du désert : Jump Around de Zamperla (2007)
- Rivière des castors : bûches junior de Zamperla (2007)
- Rivière sauvage : parcours de bouées (1988)
- Ruée vers l'or : Typhoon de Zierer (2008). Cette attraction provient de Panorama Park.
- Sonora : Balloon Race de Zamperla (2007). Anciennement nommé Siroko jusqu'en 2020.
- Train des sables : train panoramique (1967)
- Tornado : Pieuvre de Moser's Rides (2018)[30]

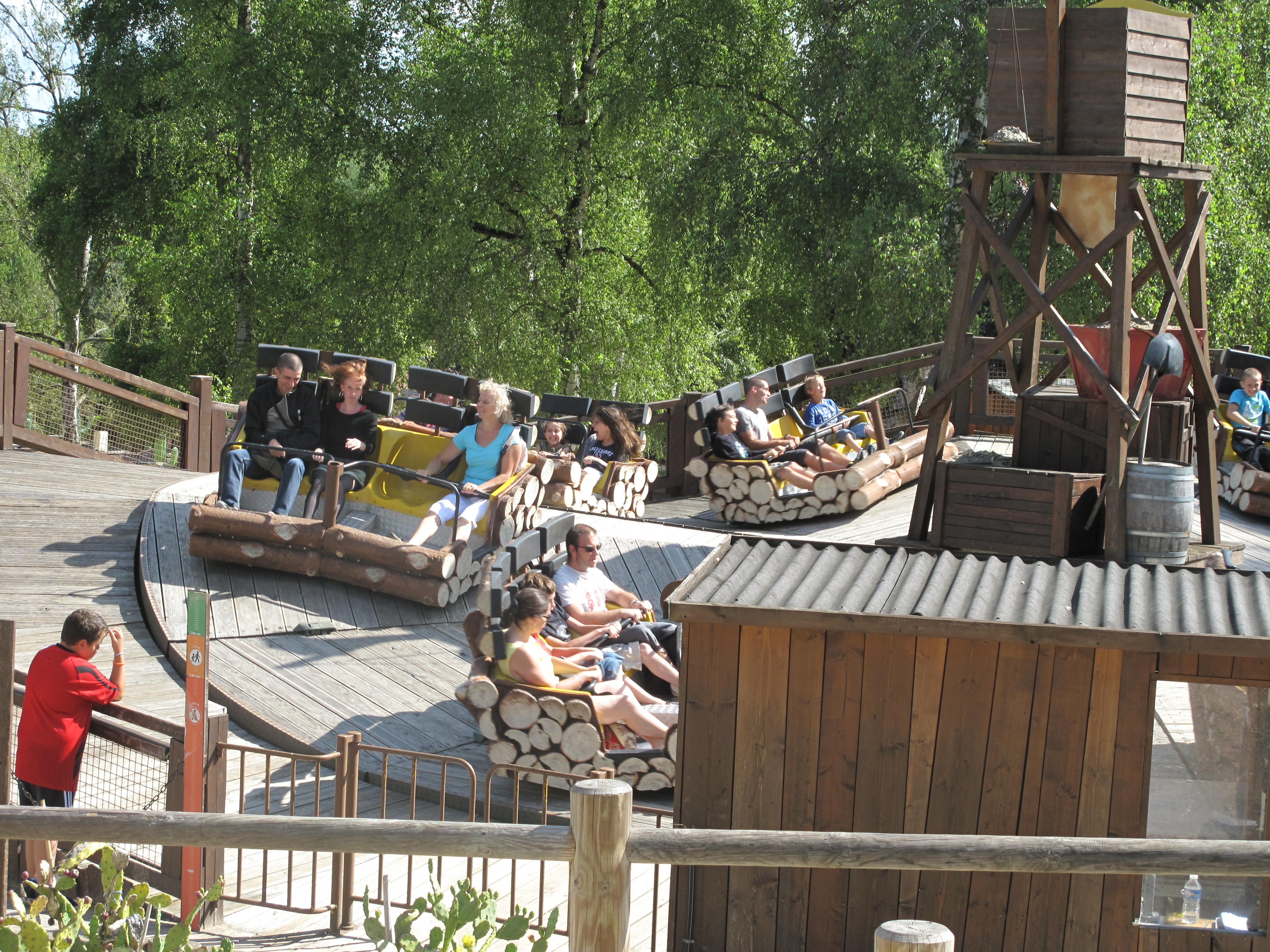
La Ruée vers l'or.
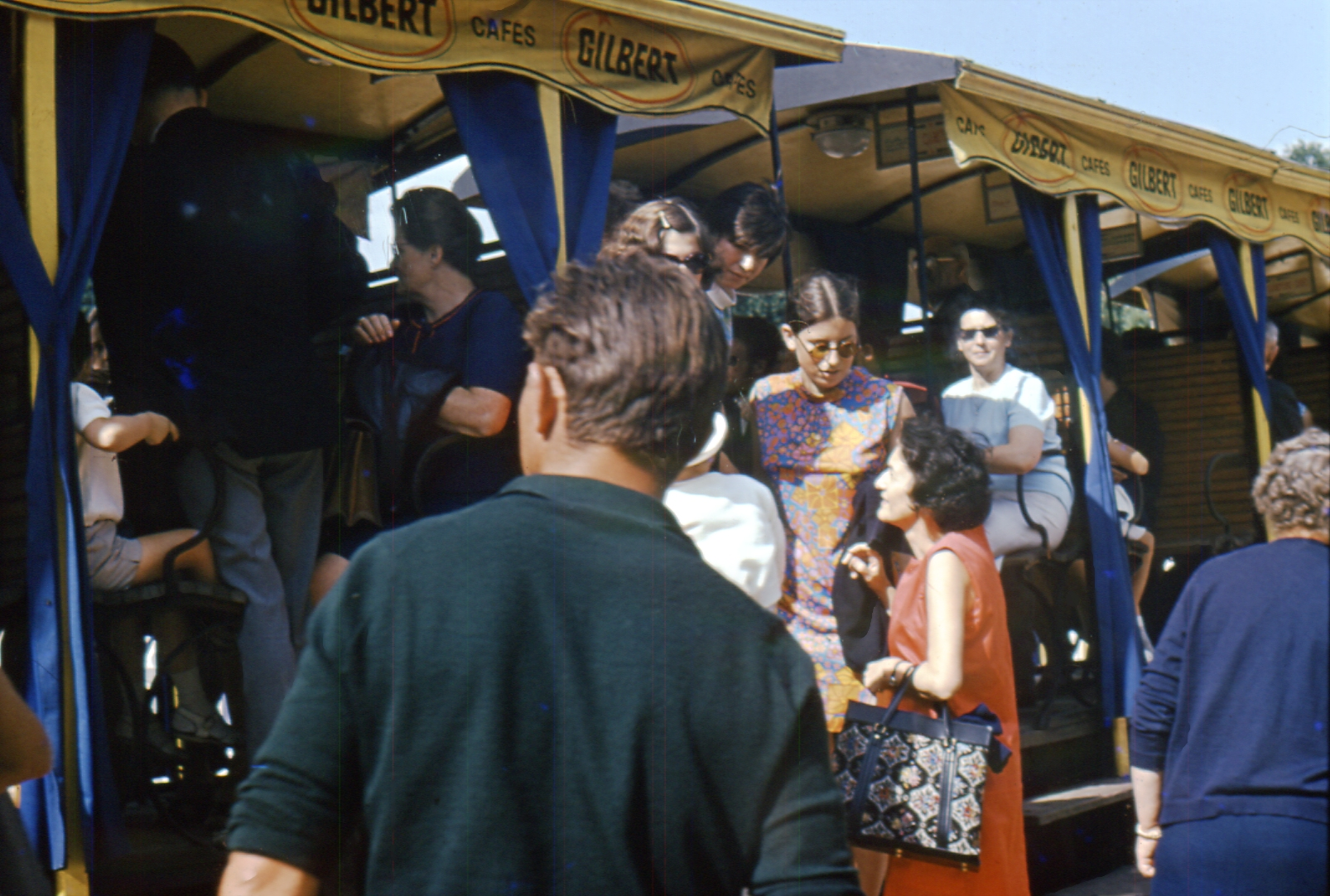
Le train panoramique en 1966.
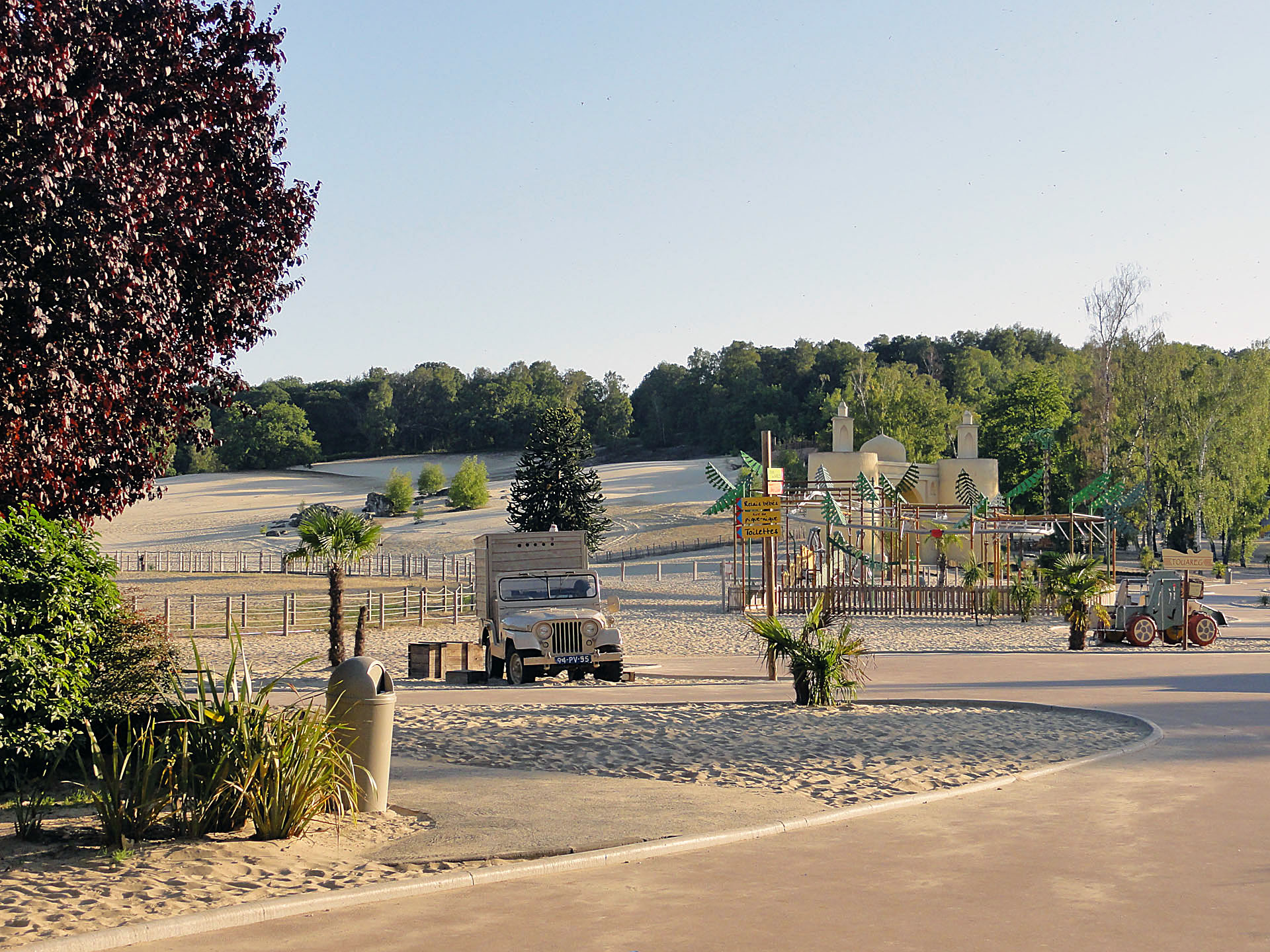
Panorama et attraction.
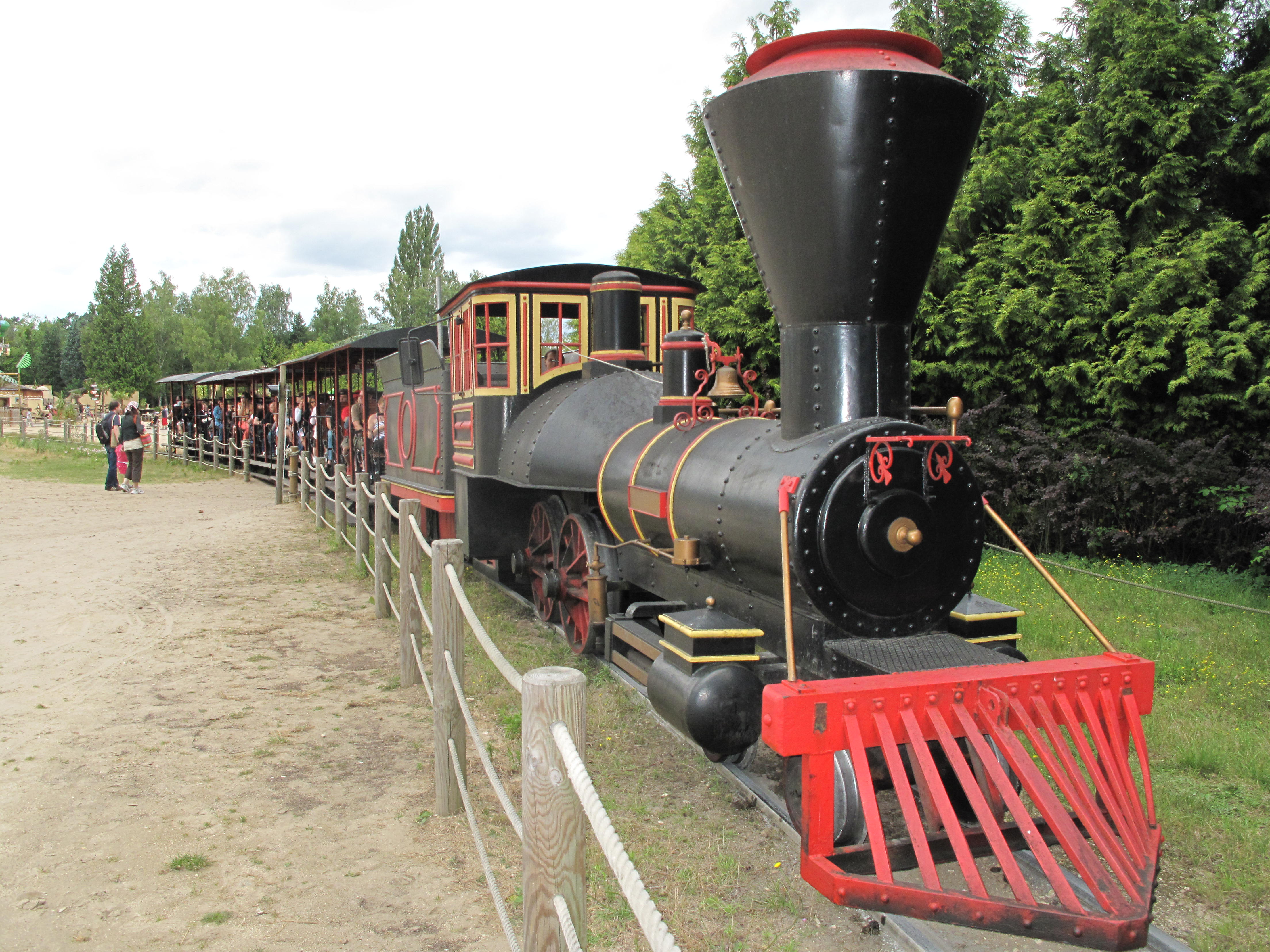
Le train des sables.

## Fréquentation
Fréquentation annuelle 

358 000 (2018)
400 000 (2023)
370 000 (2024)
En 2024, la fréquentation de la Mer de Sable s'établit à 361 000 visiteurs après un record à 400 000 visiteurs en 2022 et 2023.